# Subwencja ogólna
Subwencja ogólna jest formą zasilania polskich jednostek samorządu terytorialnego z budżetu państwa.
Subwencja ogólna składa się z pięciu części: 
- podstawowej,
- oświatowej, której wysokość zależy od zakresu zadań oświatowych realizowanych przez jednostki oraz liczby uczniów i rozdzielanej według zasad określonych w rozporządzeniu ministra edukacji,
- wyrównawczej, której zadaniem jest sztuczne wyrównywanie zamożności poszczególnych rejonów kraju poprzez dofinansowywanie ze wspólnego budżetu jednostek samorządu terytorialnego o niższym dochodzie na jednego mieszkańca,
- rekompensującej, która ma pokryć utracone dochody,
- drogowej.

Część podstawowa przysługuje jedynie gminom, część rekompensująca przysługuje jedynie tym gminom, które utraciły dochody z tytułu ustawowych ulg i zwolnień określonych w ustawach o podatku rolnym i o lasach, części oświatowa i wyrównawcza przysługują wszystkim jednostkom samorządu terytorialnego, zaś część drogowa przysługuje powiatom i województwom.
Subwencja ogólna dla gminy składa się z części wyrównawczej, równoważącej i oświatowej:
część wyrównawcza- składa się z sumy kwoty podstawowej i uzupełniającej.
Kwotę podstawową otrzymuje ta gmina, w której wskaźnik dochodów podatkowych w przeliczeniu na jednego mieszkańca jest mniejszy niż 92% wskaźnika dochodu podatkowego dla wszystkich gmin w przeliczeniu na 1 mieszkańca.
Kwotę uzupełniającą otrzymuje gmina, w której gęstość zaludnienia jest niższa niż średnia gęstość zaludnienia kraju, oraz w których, wskaźnik dochodów podatkowych na jednego mieszkańca w gminie jest niższy niż 150% średniej krajowej.
Część równoważąca - dla gmin ustala się w wysokości sumy łącznej kwoty wpłat gmin oraz łącznej kwoty uzupełniającej (części wyrównawczej) i dzieli się ją następująco:
50% dla gmin miejskich, w których wydatki na dodatki mieszkaniowe na 1 mieszkańca były wyższe niż 80% średnich wydatków mieszkaniowych we wszystkich gminach miejskich (w przeliczeniu na 1 mieszkańca z poprzedniego roku),
25% dla gmin wiejskich i miejsko-wiejskich, gdzie dodatek mieszkaniowy w przeliczeniu na 1 mieszkańca był wyższy niż 90% średnich wydatków mieszkaniowych we wszystkich gminach wiejskich i wiejsko-miejskich w przeliczeniu na 1 mieszkańca, 
25% dla gmin (podział między miejsko-wiejskie oraz wiejskie), w których suma dochodów (PIT, podatek leśny, podatek rolny) w przeliczeniu na 1 mieszkańca jest niższa niż 80% średnich dochodów z tych samych tytułów we wszystkich gminach miejskich i miejsko-wiejskich w przeliczeniu na 1 mieszkańca.
Subwencja ogólna dla powiatów składa się z 3 części: wyrównawczej, równoważącej i oświatowej.
Część wyrównawcza składa się z sumy kwoty podstawowej i uzupełniającej.
Kwotę podstawową otrzymuje ten powiat, w którym wskaźnik dochodów podatkowych w przeliczeniu na 1 mieszkańca jest niższy niż wskaźnik dochodów podatkowych na 1 mieszkańca dla wszystkich powiatów.
Kwotę uzupełniającą otrzymuje ten powiat, w którym wskaźnik bezrobocia liczony jako iloraz stopy bezrobocia w powiecie w stosunku do stopy bezrobocia w kraju jest większy niż 1,10.
Część równoważąca subwencji ogólnej dla powiatów ustalana jest jako suma kwoty łącznej:
9% rozdziela się z uwzględnieniem wydatków;
7% między powiaty wskazane przez ministra właściwego do spraw pracy, w których w danym roku budżetowym nie działał urząd pracy, a zadania tej jednostki były realizowane przez inne powiaty;
30% między powiaty, w których długość dróg powiatowych w przeliczeniu na 1 mieszkańca jest wyższa niż średnia ich długość w całym kraju;
30% między miasta na prawach powiatu, w zależności od długość dróg krajowych i wojewódzkich znajdujących się na terenie miasta grodzkiego;
24% między te powiaty, w których planowane dochody na rok budżetowy są niższe od planowanych dochodów powiatu w roku bazowym.
Subwencja ogólna dla województw składa się z części wyrównawczej, regionalnej i oświatowej.
Część wyrównawcza składa się  z sumy kwoty podstawowej i uzupełniającej:
Kwota podstawowa - dla województwa, w którym wskaźnik dochodów podatkowych w przeliczeniu na 1 mieszkańca jest niższy niż wskaźnik dochodów podatkowych dla wszystkich województw.
Kwota uzupełniająca - dla województwa, w którym liczba mieszkańców nie przekracza 3 milionów.
Część regionalna ustalana jest w postaci łącznej kwoty wpłat dla województw:
20% dzieli się między województwa, w których stopa bezrobocia jest wyższa niż 110% średniej stopy bezrobocia w kraju;
40% dla tych województw, w których powierzchnia dróg wojewódzkich w przeliczeniu na 1 mieszkańca jest wyższa niż powierzchnia dróg wojewódzkich w przeliczeniu na 1 mieszkańca w całym kraju;
10% dla województw w których PKB w województwie w przeliczeniu na 1 mieszkańca jest niższy niż 75% PKB w kraju na 1 mieszkańca;
15% między województwa, z uwzględnieniem wydatków bieżących na regionalne przewozy kolejowe;
15% dla województw, w których kwota planowana dochodów z tytułu części wyrównawczej i kwot wchodzących w skład części regionalnej pomniejszona o planowaną wpłatę do budżetu państwa jest niższa od kwoty planowanych na dany rok bazowy dochodów z części wyrównawczej i regionalnej subwencji ogólnej.
Wielkość części oświatowej dla wszystkich jednostek samorządu terytorialnego ustala corocznie ustawa budżetowa. Kwota ta nie może być mniejsza niż przyjęta w ustawie budżetowej, ustala się w wysokości kwoty łącznej, skorygowanej o kwotę innych wydatków z tytułu zmiany realizowanych zadań oświatowych. Od kwoty tej odlicza się 0.25% na rezerwę części oświatowej subwencji rządowej, którą dysponuje Minister właściwy do spraw finansów publicznych, po zasięgnięciu opinii ministra właściwego do spraw oświaty i wychowania oraz reprezentacji samorządu terytorialnego. Następnie dzieli się ją między poszczególne jednostki samorządu terytorialnego, biorąc pod uwagę zakres realizowanych przez te jednostki zadań oświatowych, z wyłączeniem zadań związanych z dowozem uczniów oraz zadań związanych z prowadzeniem przedszkoli ogólnodostępnych, oddziałów ogólnodostępnych w przedszkolach z oddziałami integracyjnymi oraz zadań związanych z prowadzeniem innych form wychowania przedszkolnego.